# 정암루

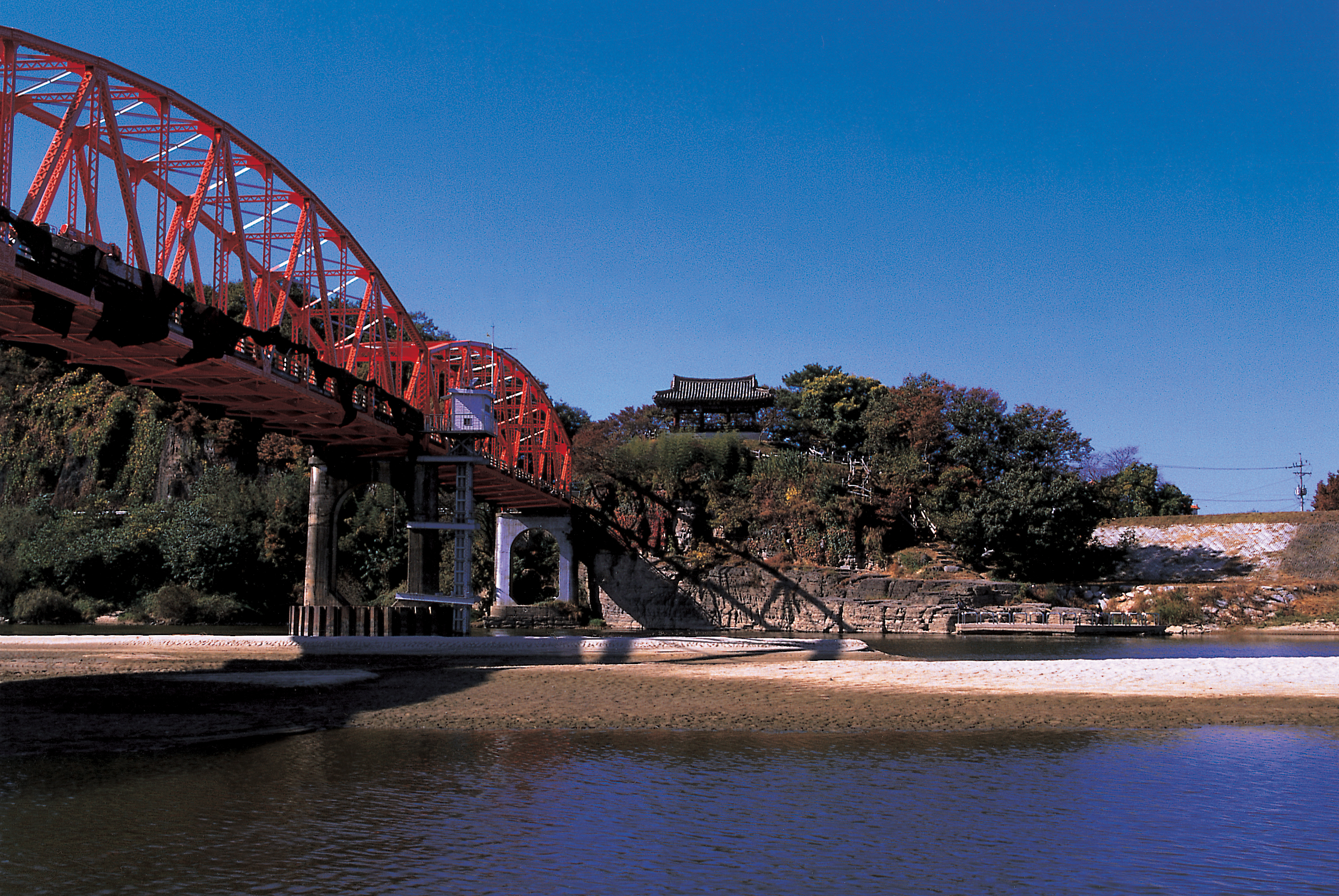
정암루

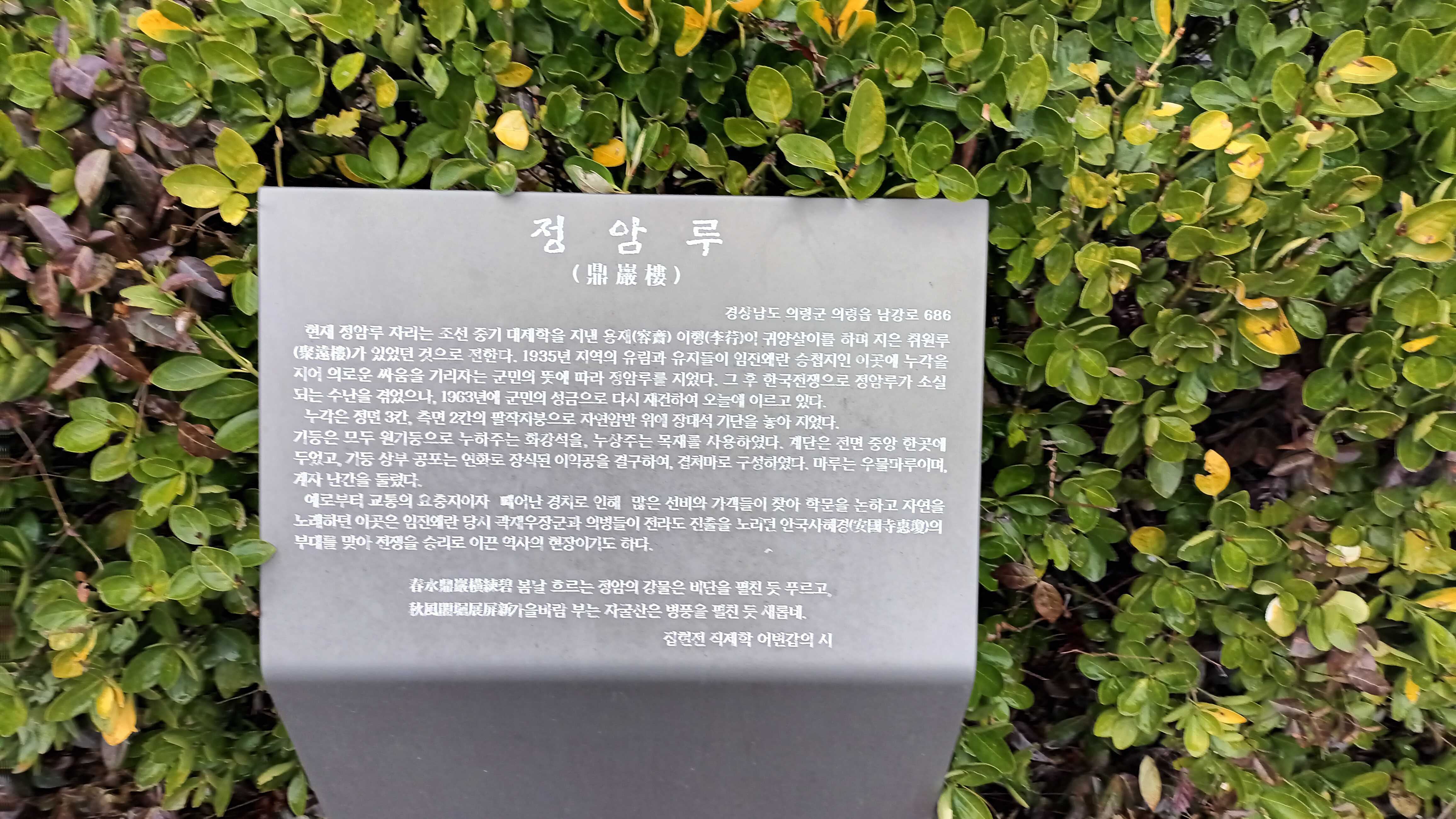
정암루 설명문

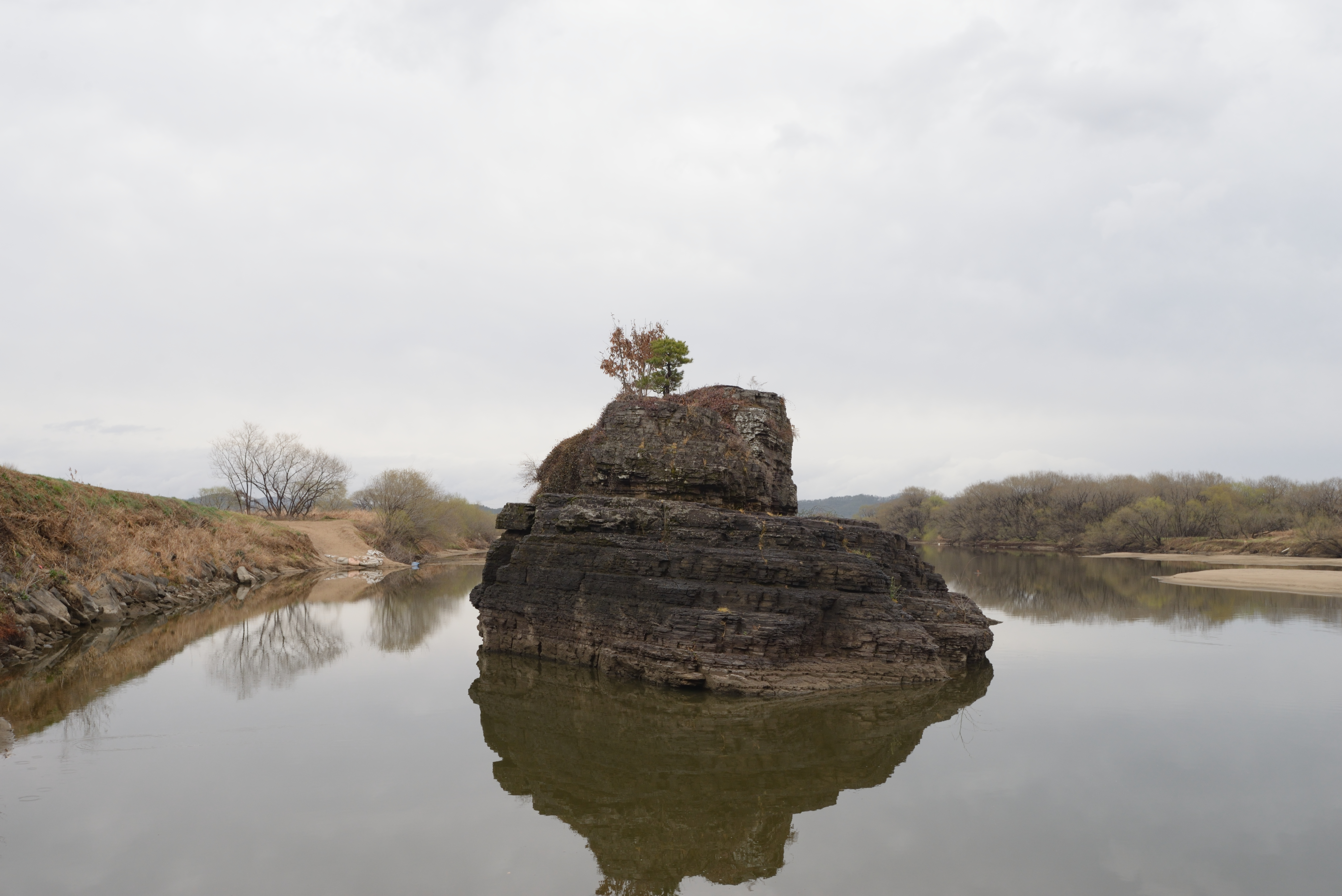
정암루 부근 남강 위에 드러난 솥바위(정암)는 지질학적으로 경상 누층군 함안층에 해당하는 퇴적암이다.

정암루(鼎岩樓)는 경상남도 의령군 의령읍 정암리에 있는 누각이다.

## 개요
1592년 5월 24일 곽재우 장군이 정암전투에서 승리한 기념으로 세운 누각이다. 정암전투는 곽재우 장군이 이끄는 의병이 처음으로 승리한 전투이다. 그 당시 왜군의 안코쿠지는 정찰대를 보내 통과 할 지점에 나무 팻말을 꽂아 두었고, 그것을 알아챈 곽재우 장군은 나무 팻말을 늪지대 쪽으로 옮기고, 의병들을 잠복 시켜두었다. 그리고 몇  명의 의병들에게 자신과 똑같은 붉은 옷을 입혔고, 기만전술을 펼쳐 군사가 많아 보이게 하여 이 전투에서 승리를 거두었다.

## 정암 (솥바위)
정암루 앞 남강에는 정암[鼎岩, 솥바위]라는 이름의 암석이 드러나 있다. 이 암석은 지질학적으로 중생대 백악기에 해당하는 퇴적암 지층 경상 누층군 함안층에 해당한다. 

## 소재지
- 경상남도 의령군 의령읍 정암리 1-1

## 같이 보기
- 의령군의 지질
- 정암 (의령군)

## 발췌문헌
- 《창의-인성교육을 위한 의령 체험활동 길라잡이2》, 경상남도의령교육지원청, 2012[쪽 번호 필요]